# Stenonita
La stenonita és un mineral de la classe dels halurs. Va ser descoberta al dipòsit de criolita d'Ivittuut (Sermersooq, Groenlàndia), l'únic indret on ha estat trobada. Rep el seu nom en honor de Niels Stensen, científic danès descobridor de la llei sobre la constància d'angles interfacials.

## Característiques
La stenonita és un fluorur de fórmula química Sr₂Al(CO₃)F₅. Cristal·litza en el sistema monoclínic en forma de cristalls massius de fins a 4 cm. La seva duresa a l'escala de Mohs és 3,5.
Segons la classificació de Nickel-Strunz, la stenonita pertany a «03.CG - Halurs complexos, aluminofluorurs amb CO₃, SO₄, PO₄» juntament amb els següents minerals: chukhrovita-(Ce), chukhrovita-(Y), meniaylovita, chukhrovita-(Nd), creedita, bøggildita i thermessaïta.

## Ocurrència
La stenonita va aparèixer com a mineral rar en la zona de contacte entre siderita-criolita i roques riques en fluorita.